# Ethel Florén-Winther
Ethel Hildur Dorothy Florén-Winther, född Florén 18 juli 1927 i Stockholm (Brännkyrka), död 14 april 2012 i Flemingsberg, var en svensk högerpartistisk politiker och riksdagsledamot.
Florén-Winther var ledamot av riksdagens första kammare 1970 och åren 1965–1972 var hon ordförande för Moderata Kvinnoförbundet.
Hon var gift med Otto Winther, som var departementssekreterare och aktiv inom Socialdemokraterna.